# 亨里克·瓦夫罗夫斯基
亨里克·瓦夫罗夫斯基（波蘭語：Henryk Wawrowski，1949年9月25日—），波兰男子足球运动员，司职后卫。他曾代表波兰国奥队参加1976年夏季奥林匹克运动会足球比赛，获得一枚银牌。